# Иванково (Альменевский район)
Иванково — село в Альменевском районе Курганской области России. Административный центр Иванковского сельсовета.

## География
Село находится на юго-западе Курганской области, в пределах южной части Западно-Сибирской равнины, на восточном берегу озера Иванково и на западном берегу озера Юнникколь, на расстоянии примерно 12 километров (по прямой) к северо-западу от села Альменево, административного центра района. Абсолютная высота — 175 метров над уровнем моря.

Климат классифицируется как влажный континентальный с тёплым летом (согласно классификации климатов Кёппена — Dfb). Среднегодовая температура воздуха положительная и составляет +2 °C. Средняя температура самого холодного месяца (января) составляет −16,4 °С, самого жаркого месяца (июля) — +19,5 °С. Расчётная многолетняя норма осадков — 407 мм. Наименьшее количество осадков выпадает в феврале (14 мм), наибольшее количество — в июле (73 мм). 

### Часовой пояс
Село Иванково, как и вся Курганская область, находится в часовой зоне МСК+2. Смещение применяемого времени относительно UTC составляет +5:00.

## История
В 1740 году из Уц-Куль (Трехозерная, Учкулево) выделилось несколько семейств ичкинских татар и поселились у озера Аман-куль (в пер. «лечебное озеро»). Здесь долгое время ловил рыбу русский по имени Иван, и жители стали называть озеро Иван куле т. е. озеро Ивана. Позднее и деревню стали называть Иванкау — Иванково.
Деревня относилась к Ичкинской волости Исетской провинции, затем Челябинского уезда Оренбургской губернии.
В «Списке населенных мест Российской империи», изданном в 1871 году (по данным 1866 года), населённый пункт упомянут как башкирская деревня Иванкова Челябинского уезда (3-го стана), при озере Иванкове, расположенная в 130 верстах от уездного города Челябинска. В деревне насчитывалось 103 двора и проживало 636 жителей (288 мужчин и 348 женщина). Действовала мечеть.
В начале лета 1918 года была установлена белогвардейская власть (26 мая белочехи захватили г. Челябинск, 4 июня — станцию Шумиха).
15 июля 1919 года на Восточном фронте против Колчака 1-й Симбирский рабочий полк у д. Парамоново вел ожесточенный бой с белоказаками. Бой длился 20 часов и закончился разгромом белых. В бою погиб командир полка Космовский и его помощник Фокин.
В 1919 году образован Иванковский сельсовет. По данным на 1926 год состояла из 217 хозяйств.
В годы Советской власти жители Иванково работали в сельскохозяйственной артели (колхозе) «Труд».

## Население
| 1866 | 1868 | 1891 | 1900 | 1916  | 1926  | 1989 |
| ---- | ---- | ---- | ---- | ----- | ----- | ---- |
| 636  | ↘626 | ↗844 | ↘745 | ↗1123 | ↘1009 | ↘469 |
| 2002 | 2010 |      |      |       |       |      |
| ↘318 | ↘260 |      |      |       |       |      |

Гендерный состав
По данным Всероссийской переписи населения 2010 года в гендерной структуре населения мужчины составляли 50,8 %, женщины — соответственно 49,2 %.
Национальный состав
По данным переписи 1926 года в д. Иванкова проживало 1009 чел., в том числе татар 995 чел., русских 14 чел.
Согласно результатам Всероссийской переписи населения 2002 года, в национальной структуре населения татары составляли 85 %.

## Инфраструктура
В селе функционируют основная общеобразовательная школа, фельдшерско-акушерский пункт, дом культуры, библиотека, муниципальный пожарный пункт и отделение Почты России.

## Улицы
Уличная сеть населённого пункта состоит из трёх улиц и одного переулка.